# Calamaria lovii
Calamaria lovii là một loài rắn trong họ Rắn nước. Loài này được Boulenger mô tả khoa học đầu tiên năm 1887.

## Hình ảnh

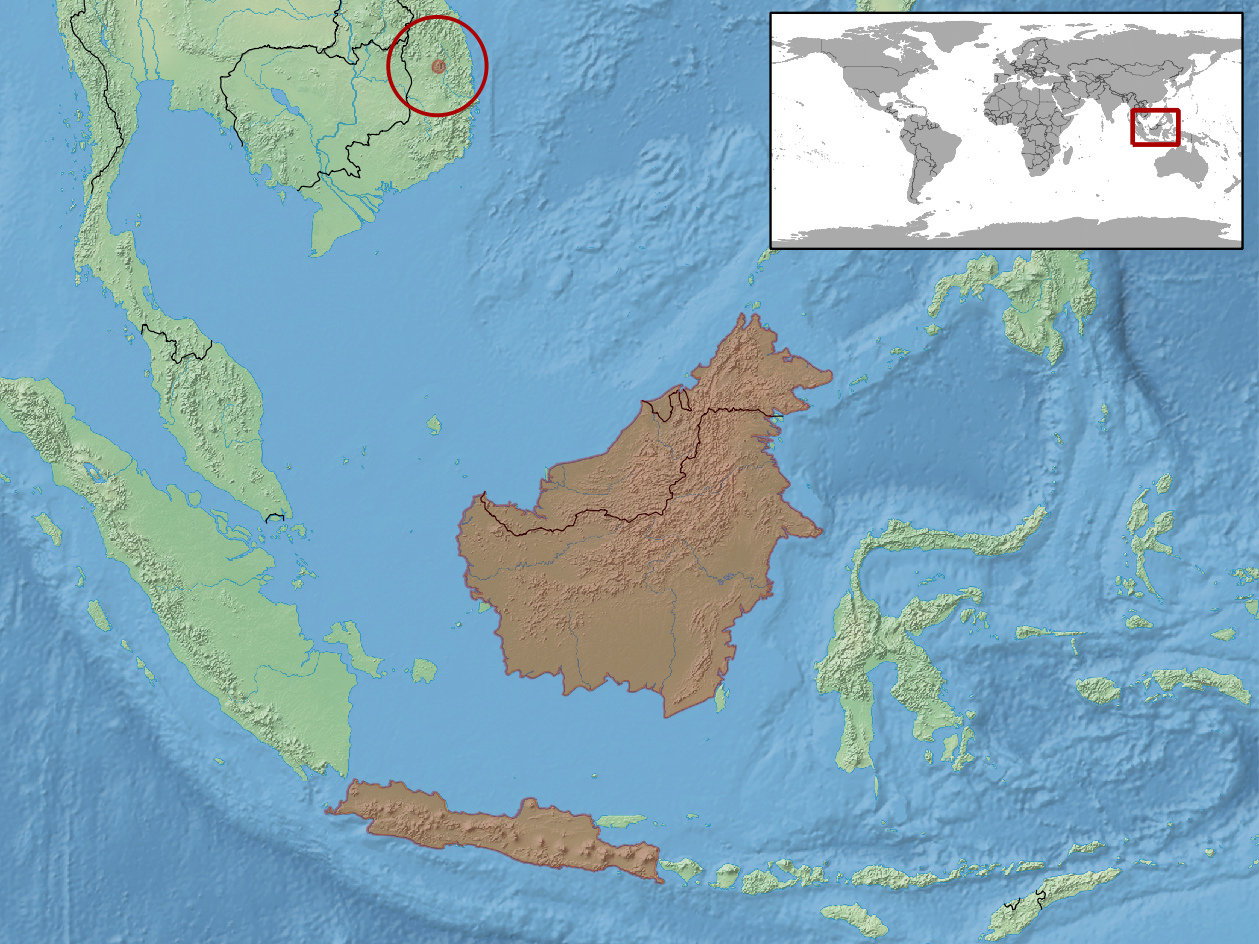